# Mathieu Pichette
 (octobre 2020).
Mathieu Pichette né en 1974 ou 1975, est un animateur et scénariste de télévision franco-ontarien, originaire de la ville de Sudbury (Ontario, Canada).

## Biographie
Mathieu Pichette naît à Charlesbourg, au Québec, puis déménage à Sudbury, en Ontario à l'âge de six ans. Il est le fils de l'ethnologue Jean-Pierre Pichette.
Il fait la rencontre de Félix Tanguay et de Jean-Sébastien Busque alors qu'ils sont élèves à l'école secondaire Macdonald-Cartier. C'est à cette époque qu'ils débutent dans le métier des communications en préparant des capsules pour la radio de Radio-Canada à Sudbury, en animant à la radio étudiante de l'Université Laurentienne et en produisant des émissions pour la télévision communautaire de Sudbury. Le trio remporte un concours de vidéastes amateurs puis est engagé par TFO, la télévision publique francophone de l'Ontario, pour la réalisation de capsules touristiques, alors qu'ils sont toujours étudiants.
À partir de 1998, Mathieu Pichette devient coanimateur de la série télévisée Volt destinée aux adolescents, diffusée sur les ondes de TFO,. Il y rejoint Jean-Sébastien Busque, qui s'était joint à l'équipe de Volt l'année précédente, et sera suivi de Félix Tanguay. Il sera de l'émission jusqu'en 2002.
Il devient chroniqueur et réalisateur de 2002 à 2004 dans l'émission La revanche des nerdz diffusée à Ztélé. Il est également chroniqueur en 2003 pour l'émission de Télé-Québec La Grande virée, animée par Geneviève Borne,. 
En 2005, Mathieu Pichette se lance avec ses deux collègues dans la production, la rédaction et le montage de sa propre émission : Les Pieds dans la marge,. Chaque épisode, construit autour d'un thème commençant par L'Importance de... se veut une leçon de vie expliquée par le biais de défis farfelus que se lancent les trois animateurs,. Dans cette émission, en plus d'être lui-même, il incarne aussi " le quatrième de la bande ", l'animateur, dans les trois premières saisons, et le rôle du producteur fictif de l'émission dans la quatrième, Pierre-Paul Paquet,.
Malgré quatre changements d'horaire lors des deux premières saisons, l'émission conserve plus de 100 000 téléspectateurs. La popularité dans le grand public est venue par l'obtention de six prix Gémeaux dans le domaine des émissions jeunesse pour les deux premières saisons des Pieds dans la marge et par un passage remarqué à l'émission Tout le monde en parle en novembre 2009,. L'émission est également achetée et diffusée en Suisse par TSR2. Le fait que cette émission attire un auditoire adulte au-delà du public-cible adolescent initialement visé et la grande complicité entre Pichette et ses deux collègues sont particulièrement notés par les critiques,.
En 2009, Mathieu Pichette, Jean-Sébastien Busque et Félix Tanguay remportent quatre prix Gémeaux pour Les pieds dans la marge, pour un total de dix,. En raflant pour une troisième année de suite les prix dans les catégories d'émissions-jeunesse, Mathieu Pichette et ses comparses sont nommés "Immortels de la télévision",. La quatrième et dernière saison est diffusée en 2010. Mathieu Pichette et ses collègues préparent cependant cette même année un nouveau concept d'émission dont la présentation est prévue à Radio-Canada en 2011,.

## Télévision
- 1998 - 2002 : Volt
- 2002 - 2004 : La revanche des nerdz
- 2003 : La Grande virée
- 2006 - 2010 : Les Pieds dans la marge
- 2012 : Le monde en gros
- 2014 - 2016 : 100% Animal
- 2015 : Monsieur homme
- 2017 : MaXi (Série d'animation) : Molo (Voix originale)
- 2020: Sérieux?

## Distinctions
- 2023: Prix Gémeaux meilleure animation jeunesse: Bizzaroscope[17]